# Ramón Rivero de Aguilar
Ramón Rivero de Aguilar Otero (Santiago de Compostela, ¿?-Madrid, 9 de mayo de 1957) fue un fiscal, abogado y político español.
Personaje de gran importancia durante la dictadura de Francisco Franco, además de tener muy buena relación personal con el dictador, al ser gran amigo de la familia Rivero de Aguilar, realizando visitas varias a la casa familiar, el Pazo del Faramello.
Parte de su vida estuvo marcada por sus viajes y estancias en Italia. Allí se convirtió en un gran seguidor del intelectual Enrico Ferri, profesor de quien recibió formación en Derecho Penal en Roma en el preciso momento en que este jurista abrazaba con entusiasmo el régimen fascista de Mussolini.

## Trayectoria

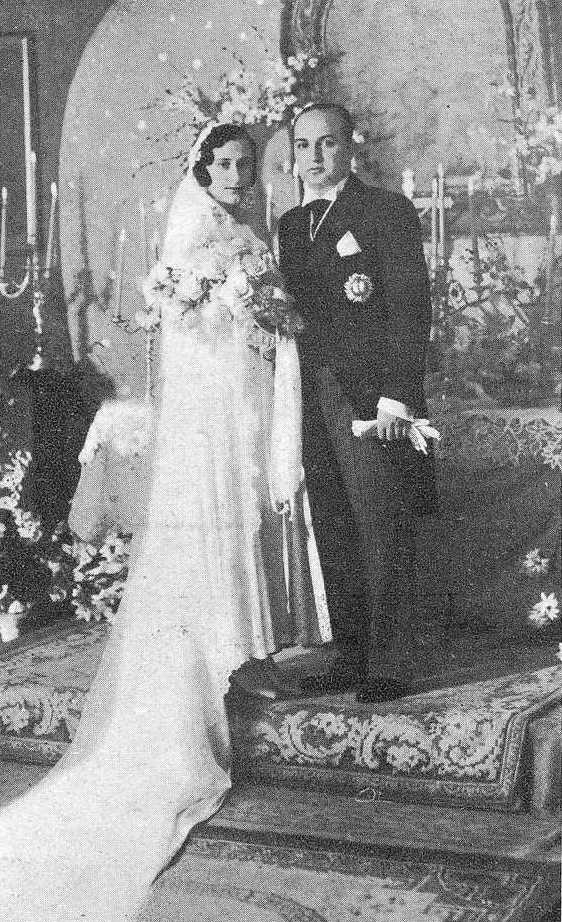
Boda de Ramón Rivero de Aguilar y María Díaz de Rábago, en 1931

Hijo de José Rivero de Aguilar Gutiérrez de la Peña . Estudió derecho en la Universidad de Santiago de Compostela, finalizando en 1923, y se doctoró al año siguiente. En 1925 era profesor asistente en la Facultad de Derecho. En 1930 pasó la oposición a la fiscalía y fue nombrado fiscal de las Audiencias de Pontevedra, pasando en 1933 a fiscal de las Audiencias de Coruña. Con el golpe de Estado del 18 de julio de 1936 se presentó voluntario a la zona sublevada, fue nombrado teniente auditor, y ejerció como fiscal en los consejos de guerra, incluido el de Alexandre Bóveda para el que pidió y consiguió la pena de muerte; como para otros muchos acusados por toda Galicia. En agosto de 1939 fue nombrado Secretario Técnico del Servicio Penitenciario Nacional y en septiembre de 1940 Fiscal de Hacienda en la provincia de Segovia y luego en las de Palencia, Santander y Zaragoza, para pasar a ser en enero de 1945 Fiscal Provincial de Hacienda de Pontevedra . Permaneció en ese cargo hasta que en 1950 fue trasladado a Madrid como fiscal de la Audiencia y, dos años más tarde, a Pamplona. En 1954 fue nombrado fiscal del Tribunal Supremo. Murió en Madrid en un accidente aéreo en 1957, en Barajas, tras un fallo técnico en el avión.
Su vida estuvo muy marcada por la dictadura de Francisco Franco, gran amigo suyo y de la familia, realizando visitas varias a la casa familiar, el Pazo del Faramello.

## Vida personal
Contrajo matrimonio con María de las Mercedes Díaz de Rábago Paseiro en 1931 y, tras su muerte, con su hermana María Teresa Díaz de Rábago Paseiro. Murió en un accidente aéreo en Madrid, en el aeropuerto de Barajas, un 9 de mayo de 1957. 